# Mirage Men
Mirage Men là bộ phim tài liệu năm 2013 do John Lundberg đạo diễn, Mark Pilkington viết kịch bản và Roland Denning cùng Kypros Kyprianou đồng đạo diễn. Bộ phim đã có buổi ra mắt thế giới tại Sheffield Doc/Fest năm 2013 ở Anh vào ngày 13 tháng 6 năm 2013, buổi ra mắt ở Bắc Mỹ tại Fantastic Fest năm 2013 ở Austin, Texas vào ngày 22 tháng 9 năm 2013, buổi ra mắt ở Úc tại Liên hoan phim quốc tế Canberra vào ngày 31 tháng 10 năm 2013 và buổi ra mắt Bắc Âu tại Liên hoan phim Stockholm ở Thụy Điển vào ngày 10 tháng 11 năm 2013.
Mirage Men cho rằng quân đội Mỹ đã có âm mưu bịa đặt văn hóa dân gian về UFO nhằm đánh lạc hướng sự chú ý khỏi các dự án hàng không vũ trụ được xếp loại mật. Phim nổi bật với sự góp mặt của Richard Doty, một Đặc vụ về hưu từng làm việc cho AFOSI, Cơ quan Điều tra Đặc biệt của Không quân Mỹ. Cuốn sách của Mark Pilkington viết về dự án này, còn có tên là Mirage Men, do Constable & Robinson xuất bản vào năm 2010.

## Đón nhận
Sự đón nhận của giới phê bình đối với bộ phim tài liệu là tích cực. Twitch Film cho biết bộ phim "Đáng sợ, đáng lo ngại" và "mang đến những suy nghĩ sâu sắc". Tạp chí Electric Sheep gọi đây là "một trong những bộ phim tài liệu phải xem của năm". Ain't it Cool News gọi bộ phim này là "một chuyến đi thực sự" và nói rằng họ "ngồi xem mà mắt không rời khỏi chỗ ngồi của [mình]".

## Ảnh hưởng
Mirage Men được trích đoạn trong bộ phim tài liệu của Adam Curtis mang tên HyperNormalisation chiếu trên BBC iPlayer.
Tiểu thuyết gia người Mỹ Ernest Cline ghi nhận bộ phim Mirage Men có ảnh hưởng đến cuốn tiểu thuyết và kịch bản Armada của ông, theo đó chính phủ đã biết hàng chục năm về cuộc xâm lược của người ngoài hành tinh và đã tài trợ cho các bộ phim khoa học viễn tưởng và trò chơi điện tử để chuẩn bị cho con người tham gia chiến tranh.